# Голодов, Валентин Александрович
Валентин Александрович Голодов (род. 15 ноября 1935, Алма-Ата) — советский и казахстанский учёный, доктор химических наук. Мастер парашютного спорта СССР.

## Биография
Окончил химический факультет Казахского государственного университета им. С. М. Кирова (1960) по специальности «катализ».
Работал там же: 1960—1969 — инженер, младший, старший научный сотрудник проблемной лаборатории. В 1968—1978 учёный секретарь, с 1978 зав. лабораторией координационного катализа, с 1987 зам. директора Института органического катализа и электрохимии Академии наук КазССР.
Кандидат (1965) и доктор химических наук (1984), профессор (1988).
Научные исследования посвящены разработке гомогенных катализаторов для процессов с участием оксида углерода и диоксида серы, явлениям синергизма в катализе, некоторые разработки внедрены в производство.
Индивидуально и в соавторстве опубликовал более 200 научных статей в журналах Казахстана, СССР и за рубежом, коллективную монографию и популярную брошюру, получил 35 авторских свидетельств СССР (ныне патентов) на изобретения.
Читал на химическом факультете КазГУ курсы лекций по катализу, выступал с научными докладами на республиканских, всесоюзных и международных конференциях и конгрессах, в том числе в университетах и исследовательских институтах Германии, США, Японии, Италии и Индии, награждён медалями ВДНХ СССР, лауреат конкурса фонда Сороса, под его руководством защищено 10 кандидатских диссертаций, в течение ряда лет был членом экспертного совета ВАК Казахстан по присуждению ученых степеней и присвоению научных званий.
Прошёл 10-месячную научную стажировку в Высшей технической школе в лаборатории лауреата Нобелевской премии Э. О. Фишера (г. Мюнхен, ФРГ, 1986), результатом которой была совместная публикация в советском журнале, авторское свидетельство СССР (патент) и перевод на русский язык монографии «Пи-комплексы металлов» (М.: Мир, 1975. — 40 п.л.).
Мастер парашютного спорта СССР (525 прыжков), автор 4 мировых и союзных рекордов в групповых прыжках (днём и ночью) на точность приземления, участник республиканских и всесоюзных соревнований.

## Публикации

### Статьи
- Окисление диоксида серы в водных растворах. В. А. Голодов, Л. В. Кашникова // Успехи химии — 1988. — Т. 57. —№ 11. —P. 1796—1814
- Кинетика и механизм гомогенного каталитического восстановления хинонов окисью углерода в растворах. А. Б. Фасман, В. А. Голодов, Д. В. Сокольский // Докл. АН СССР, 1964. Т. 155 № 2. P. 434—437
- Каталитическое восстановление nn-бензохинона окисью углерода в жидкой фазе. В. А. Голодов, А. Б. Фасман, Д. В. Сокольский // Докл. АН СССР, 1963. Т. 151 № 1. P. 98-101/

### Книги
- Голодов В. А., Шиндлер Ю. М. Городам и селам — чистый воздух. Алма-Ата: о-во «Знание» КазССР, 1983. — 41 с